# Ali Faez
Ali Faez Atiyah (arab. علي فائز عطية, ur. 9 września 1994 w Bagdadzie) – iracki piłkarz występujący na pozycji obrońcy w katarskiej drużynie Al-Kharitiyath SC na zasadzie wypożyczenia z Al-Shorta SC.

## Kariera piłkarska
Swoją karierę rozpoczynał w Al-Sinaa SC.  W tym klubie w sezonie 2010/2011 zajął z kolegami 3. miejsce w najwyższej lidze irackiej. Natomiast w sezonie 2012/2013, jako zawodnik Erbil SC, został wicemistrzem Iraku. Przez rok występował w Turcji w barwach Çaykur Rizespor. Obecnie gra na zasadzie wypożyczenia z Al-Shorta SC w katarskim Al-Kharitiyath SC.

## Kariera reprezentacyjna
Faez w reprezentacji Iraku zadebiutował 14 sierpnia 2013 roku towarzyskim meczu przeciwko reprezentacji Chile. Mecz zakończył się wygraną Chile aż 6:0. Faez rozegrał cały mecz. Znalazł się w kadrze Iraku na Puchar Azji 2015, lecz nie rozegrał tam żadnego spotkania. Irakijczycy ostatecznie zajęli na tym turnieju 4. miejsce. Pierwszego gola w kadrze zdobył 2 lata po tym turnieju - 26 grudnia 2017 roku w meczu z reprezentacją Kataru. Mecz zakończył się wygraną Iraku 2:1. Znalazł się także w kadrze Iraku na Letnie Igrzyska Olimpijskie 2016.
Stan na 28 lipca 2018
| Reprezentacja | Rok     | Mecze | Bramki |
| ------------- | ------- | ----- | ------ |
| Irak          | 2013    | 4     | 0      |
| Irak          | 2014    | 4     | 0      |
| Irak          | 2016    | 1     | 0      |
| Irak          | 2017    | 4     | 2      |
| Irak          | 2018    | 4     | 0      |
| Ogólnie       | Ogólnie | 17    | 2      |